# Бурхард III фон Фалкенщайн
Бурхард III фон Фалкенщайн (на немски: Burchard III von Valkenstein; * ок. 1145; † сл. юни 1179) е господар на Фалкенщайн (1157) и граф (1160 – 1179) на замък Фалкенщайн в Харц.

## Произход
Той е син на граф Бурхард II фон Конрадсбург-Фалкенщайн Млади († сл. 1155) и съпругата му Бия фон Аменслебен (* ок. 1121), дъщеря на Мило фон Аменслебен († 1126) и Луитбирг Хилерслебен-Айзлебен (* ок. 1097).
От 1115 г. господарите на Конрадсбург разрушават замък Фалкеншайн в Харц. През 1142 г. баща му Бурхард II фон Конрадсбург Млади построява отново замъка и започва да се нарича „фон Фалкеншайн“.

## Фамилия
Бурхард III фон Фалкенщайн се жени за фон Мансфелд (* ок. 1147). Те имат трима сина:
- Дитрих фон Фалкенщайн († сл. 1174)
- Бурхард фон Фалкенщайн († сл. 1179)
- Ото I фон Фалкенщайн (* ок. 1171; † 1208), граф на Фалкенщайн, фогт на манастир Кведлинбург, баща на:
  - Хойер фон Фалкенщайн († сл. 1154), граф на Фалкенщайн
  - Мехтилд фон Фалкенщайн († сл. 1161), абатиса на „Св. Мариен“
  - Буркард IV фон Фалкенщайн (* ок. 1193; † 1215), граф на Фалкенщайн, фогт на манастир Кведлинбург, женен ок. 1212 г. за Кунигунда фон Цигенхайн (* ок. 1180)